# Hartmut Losch

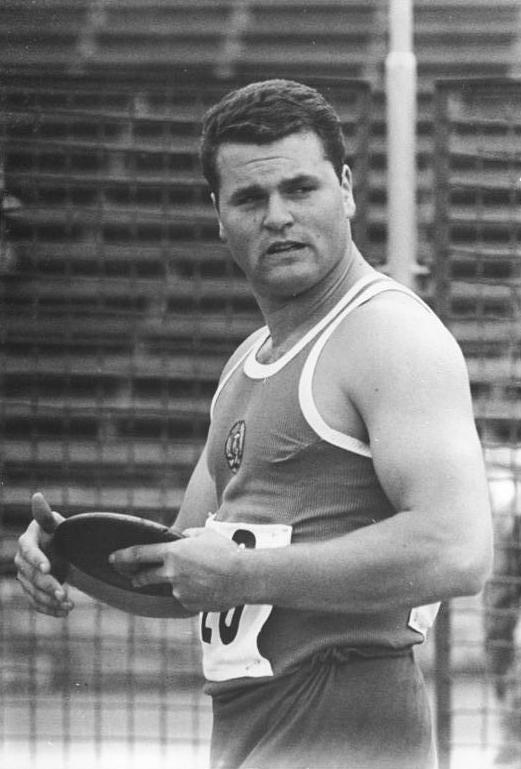
Losch

Hartmut Losch (* 11. September 1943 in Angermünde; † 26. März 1997 in Neu Fahrland bei Potsdam) war ein deutscher Leichtathlet und Olympiateilnehmer, der – für die DDR startend – in den 1960er bis Anfang der 1970er Jahre als Diskuswerfer erfolgreich war. Bei Leichtathletik-Europameisterschaften wurde er einmal 1969 Sieger und einmal 1966 Zweiter.

## Einsätze bei internationalen Höhepunkten im Einzelnen
- 1964, Olympische Spiele: Platz 11 (51,44 – 52,08 m – ungültig)
- 1966, Europameisterschaften: Platz 2 (55,86 – 57,20 – 56,90 – 52,42 – 57,34 m – 55,60)
- 1968, Olympische Spiele: Platz 4 (62,12 m – 61,68 – 60,34 – 59,48 – 58,94 – 59,50)
- 1969, Europameisterschaften: Platz 1 (58,14 – 61,82 m – 58,62 – ungültig – 57,04 – 58,54)
- 1971, Europameisterschaften: Platz 5 (ungültig – 60,86 m – ungültig – 57,36 – ungültig – 59,16)
- 1972, Olympische Spiele: in der Qualifikation ausgeschieden

Losch gehörte dem ASK Potsdam an. In seiner aktiven Zeit war er 1,92 m groß und wog 120 kg.

## Auszeichnungen
1970 wurde er für seinen Sieg bei den Europameisterschaften 1969 mit dem Vaterländischen Verdienstorden in Bronze ausgezeichnet.